# Otto Zimmermann
Otto Zimmermann (Zúric, 11 de setembre de 1892 – 24 de juliol de 1979) fou un jugador d'escacs suís.

## Resultats destacats en competició
Fou Campió de Suïssa, el 1924 a Interlaken. Fou 4t al torneig sènior de Zuric, 1962 (el campió fou Boris Kostic).

## Olimpíades d'escacs
Zimmermann va defensar Suïssa en tres Olimpíades d'escacs oficials (1927, 1931, i 1954), i en una de no oficial (1924). En olimpíades oficials, va fer un resultat de 23 punts de 40 partides, un 57,5%.
| Any  | Olimpíada                       | Ciutat    | Tauler     | Guanyades | Taules | Perdudes | Punts | %     | Class.Equip |
| ---- | ------------------------------- | --------- | ---------- | --------- | ------ | -------- | ----- | ----- | ----------- |
| 1924 | I Olimpíada d'escacs no oficial | París     | 2n         | 6         | 3      | 4        | 7.5   | 57,7% | 3r (de 18)  |
| 1927 | I Olimpíada d'escacs            | Londres   | 3r         | 5         | 8      | 2        | 9     | 60,0% | 8è (de 16)  |
| 1931 | IV Olimpíada                    | Praga     | 3r         | 6         | 4      | 4        | 8     | 57,1% | 12è (de 19) |
| 1954 | XI Olimpíada                    | Amsterdam | 1r suplent | 3         | 6      | 2        | 6     | 54,5% | 13è (de 26) |